# Rokytnice (okres Přerov)
Rokytnice (dříve Roketnice) je obec ležící v okrese Přerov. Žije zde přibližně 1 500 obyvatel. Jejich katastrální území má rozlohu 806 ha. V Rokytnici je malé nádraží a čtyři autobusové zastávky.

## Historie
První písemná zmínka o obci pochází z roku 1348.

### Vrbovec

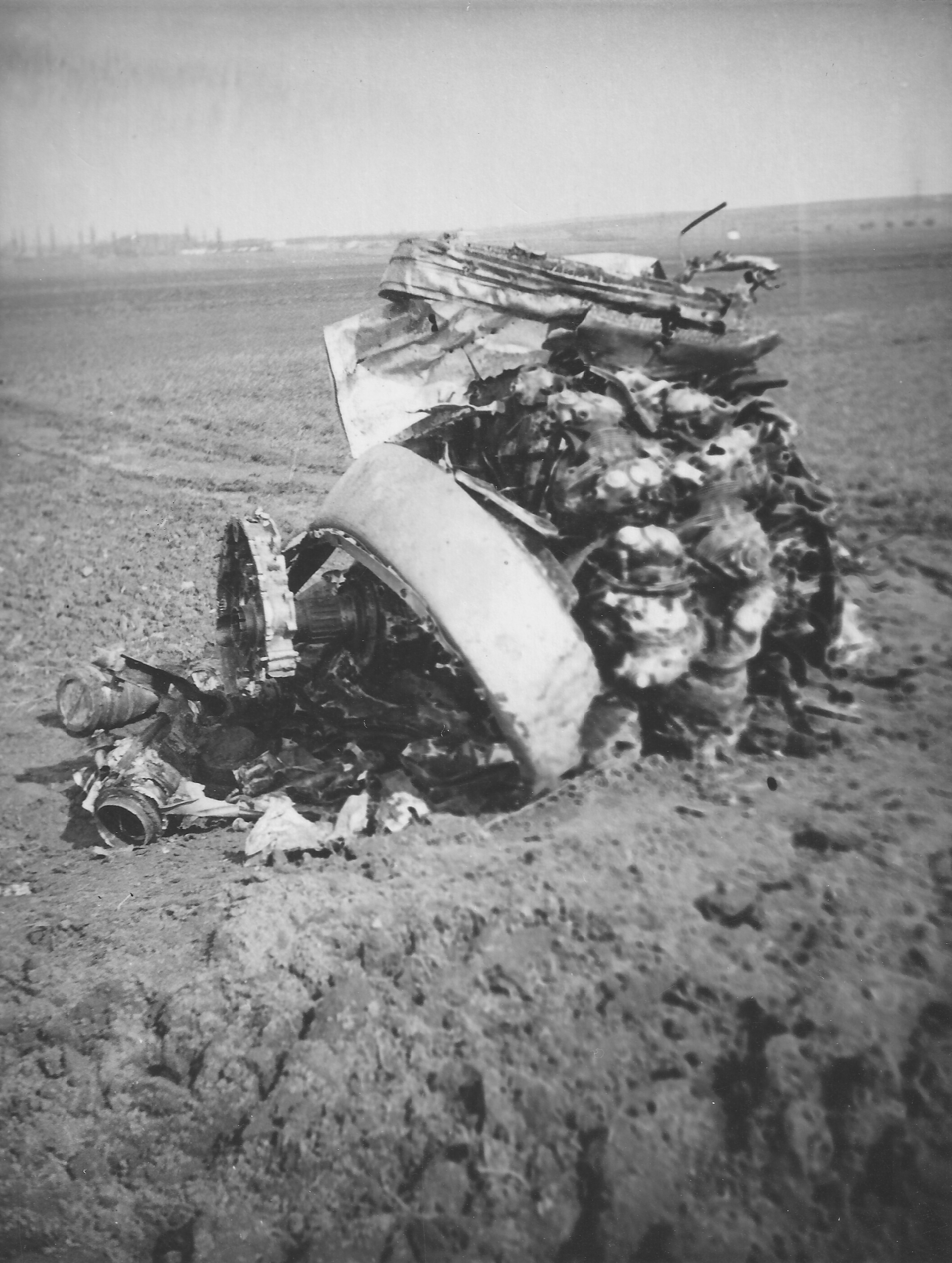
Trosky bombardéru

Na jih od obce se při řece Bečvě nachází samota Vrbovec (německy Wrbowetz) v jejíž blízkosti havaroval bombardér B-24J během bitvy 17. prosince 1944. V roce 2001 zde obec postavila a slavnostně odhalila památník padlým americkým vojákům.

## Pamětihodnosti
- Zámek Rokytnice
- Hrobka rodiny Eichhoff – kulturní památka[8][9]
- Kostel sv. Jakuba Většího
- Sloup se sochou sv. Františka Xaverského

## Osobnosti
- Marian Jurečka, současný předseda KDU-ČSL a ministr práce a sociálních věcí, soukromý zemědělec v Rokytnici

## Galerie

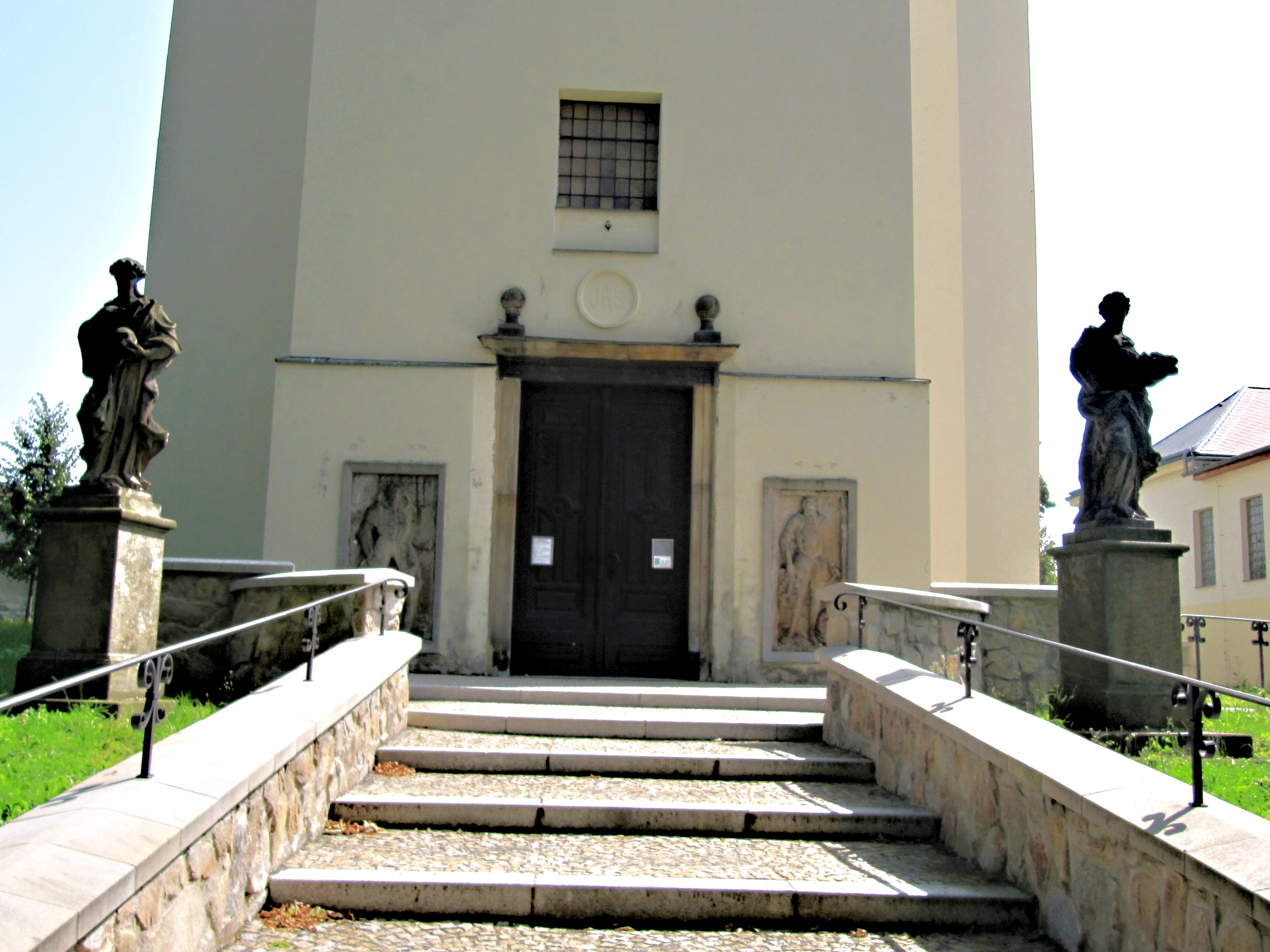
Sochy svatých a renesanční náhrobky při vstupu do kostela
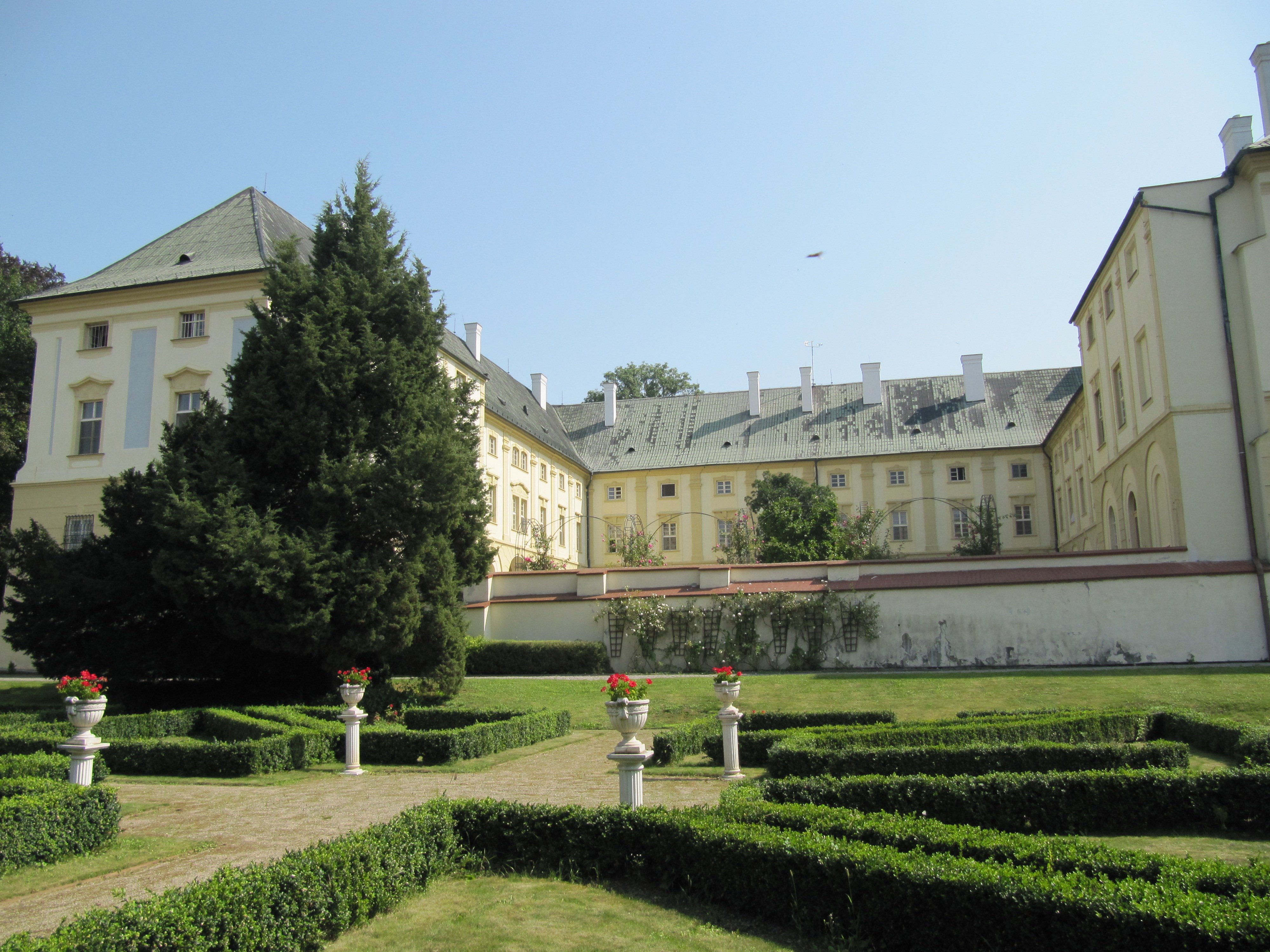
Zámek Rokytnice
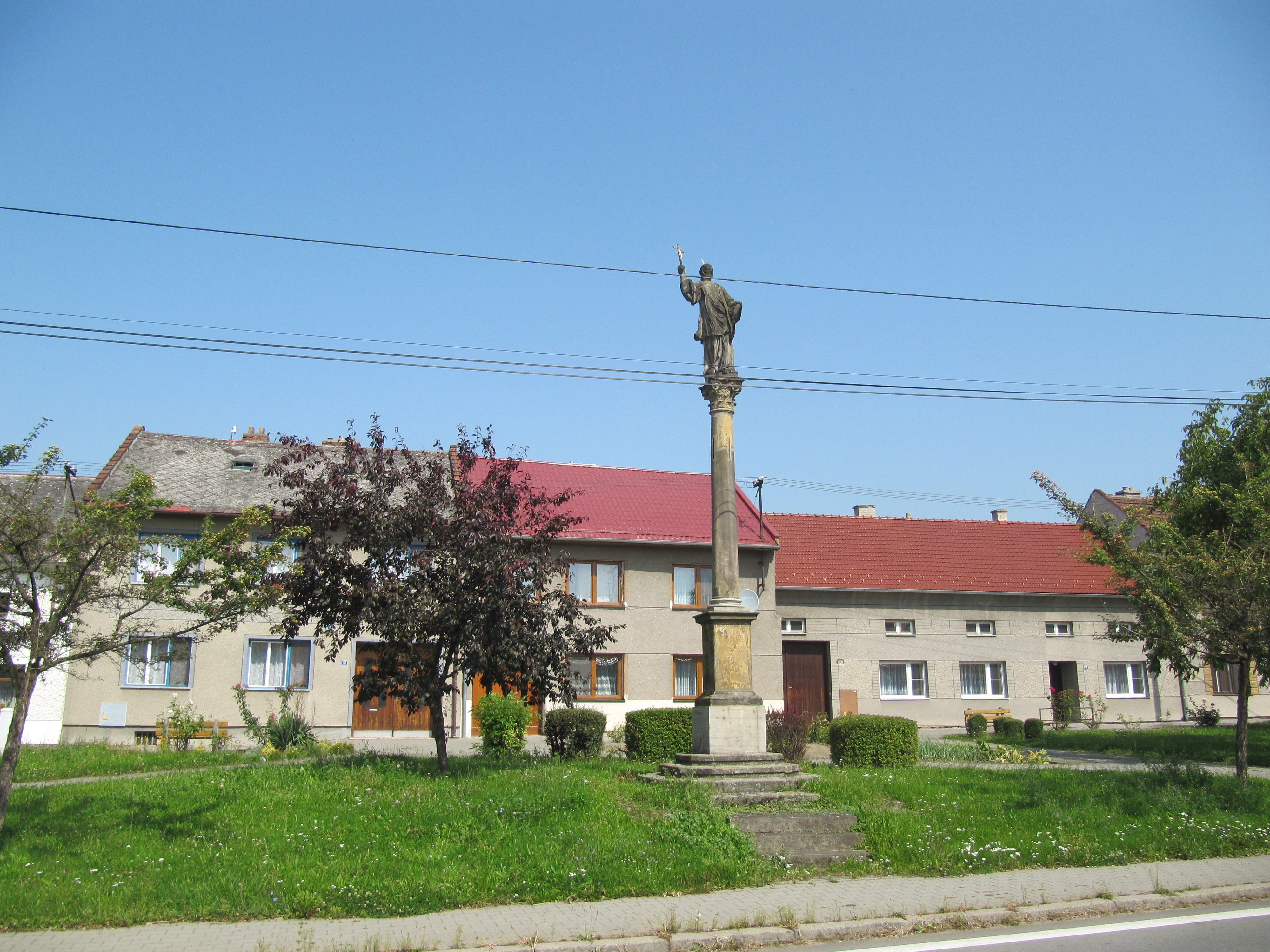
Sloup se sochou sv. Františka Xaverského
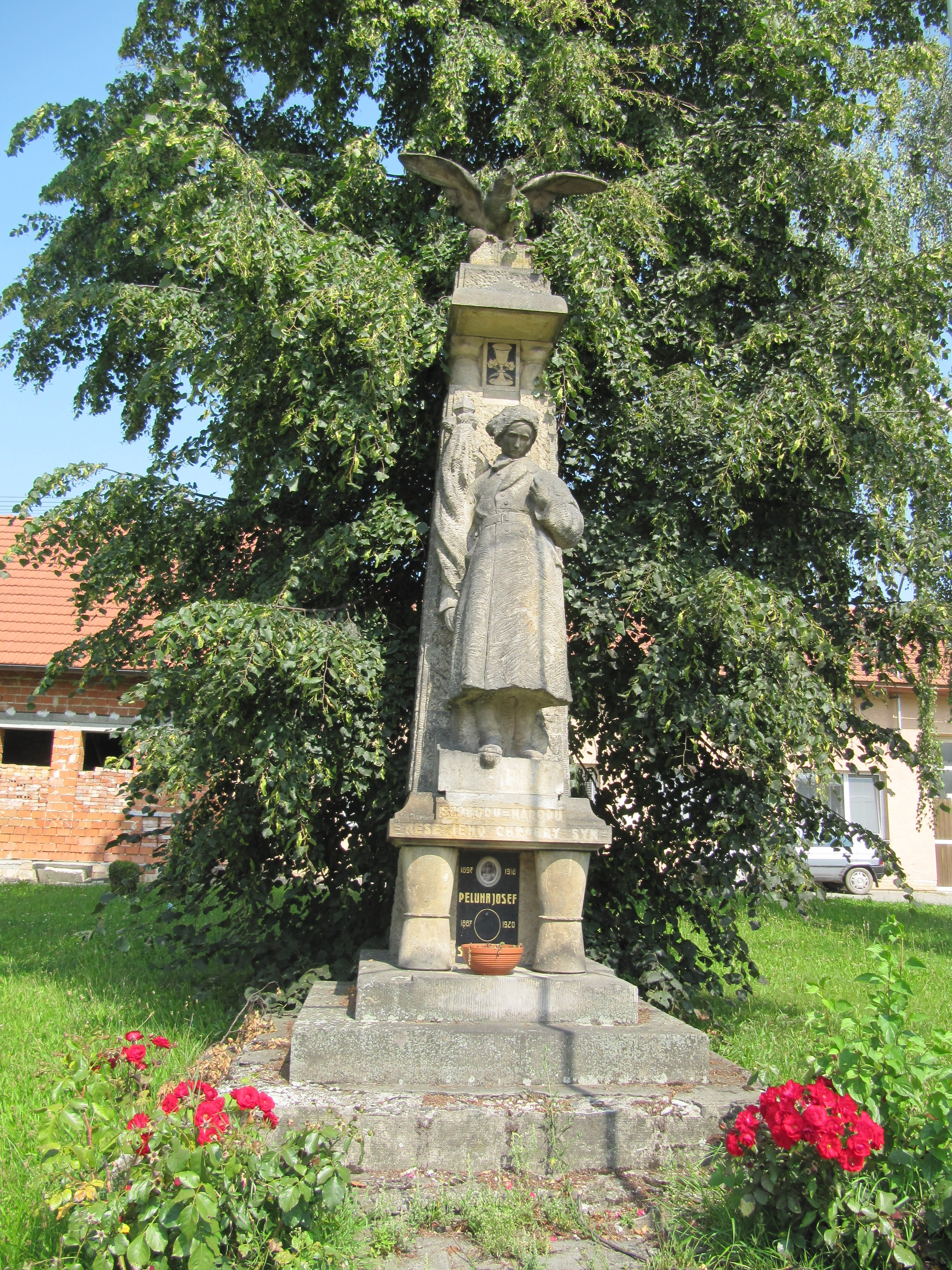
Pomník padlým v první světové válce